# Муром (женский волейбольный клуб)
«Муром» — российская женская волейбольная команда из одноимённого города Владимирской области. Входит в структуру спортивного клуба «Муром». 

## История
В августе 2020 года волейбольный клуб «Владимир» перебазировался в город Муром и перешёл под юрисдикцию спортивного клуба «Муром». В 2021 в его составе помимо мужской волейбольной команды была образована и женская, в том же году дебютировавшая в высшей лиге «Б» чемпионата России. Дебют вышел успешным — команда уверенно заняла 1-е место, не проиграв в финальной стадии ни одного матча и вышла в высшую лигу «А».
В своём первом сезоне в высшей лиге «А» «Муром» вышел в финальную стадию, где в итоге стал 4-м. 

## Результаты в чемпионатах России
| Сезон   | Лига          | Место |
| ------- | ------------- | ----- |
| 2021/22 | Высшая лига Б | 1     |
| 2022/23 | Высшая лига А | 4     |
| 2023/24 | Высшая лига А | 6     |
| 2024/25 | Высшая лига А | 5     |

## Сезон 2024—2025

### Переходы
- Пришли: Н.Гвоздева, Е.Лозюк (обе — «Заречье-Одинцово»), П.Богачёва («Рязань-РГУ»), Р.Агаркова, П.Сыркина (обе — «Атом-Курск»), Т.Маркевич («Енисей»), В.Лаврушко («Минчанка»), В.Кузнецова, А.Быкова (обе — «Локомотив»-2), В.Дёмина («Северянка»-2), Е.Краснова («Тулица»), главный тренер И.Гайдабура.
- Ушли: А.Селютина, И.Филистович, О.Иванова, Е.Гошева, А.Крутихина, В.Руденя, О.Микулина, Д.Синтенкова, Д.Немова, А.Хлыновская, Д.Кердан, В.Марескина, главный тренер А.Лутошкин.

### Состав
| №  | Имя, фамилия       | Год рождения | Рост | Амплуа      | Гражданство |
| -- | ------------------ | ------------ | ---- | ----------- | ----------- |
| 2  | Веолетта Лаврушко  | 2000         | 165  | либеро      | Беларусь    |
| 5  | Рената Агаркова    | 2004         | 180  | нападающая  | Россия      |
| 7  | Варвара Кузнецова  | 2006         | 180  | нападающая  | Россия      |
| 9  | Полина Богачёва    | 2004         | 175  | связующая   | Россия      |
| 10 | Полина Сыркина     | 2002         | 187  | центральная | Россия      |
| 12 | Елена Лозюк        | 1990         | 184  | центральная | Беларусь    |
| 14 | Ольга Шашкина      | 1996         | 184  | нападающая  | Россия      |
| 15 | Татьяна Маркевич   | 1988         | 183  | нападающая  | Беларусь    |
| 16 | Наталья Гвоздева   | 1987         | 184  | связующая   | Россия      |
| 17 | Валерия Дёмина     | 2000         | 188  | центральная | Россия      |
| 18 | Екатерина Краснова | 2005         | 185  | центральная | Россия      |
| 23 | Анастасия Быкова   | 2001         | 173  | либеро      | Россия      |

- Главные тренеры — Игорь Гайдабура; с декабря —  Слободан Радивоевич.
- Старший тренер — Даниил Атнюков.